# Hypotia
Hypotia é um gênero de mariposa pertencente à família Crambidae.